# Jordán (Tábor)
Jordán je vodní nádrž v Táboře o ploše přes 51 ha. Vznikla roku 1492 přehrazením Košínského potoka a je nejstarší přehradní nádrží v Česku (někdy se uvádí, že byl tehdy splavem přehrazen Tismenický potok). Jejím původním účelem bylo zásobování města pitnou vodou, později začala být využívána i k chovu ryb. Pro obtížnost vypouštění (naposledy v roce 2011), nebo technicky náročné výlovy dlouhou sítí (prováděné do poloviny 20. století) se upustilo od většího chovu ryb a nádrž sloužila a slouží převážně jen sportovním rybářům a rekreaci. Její sypaná hráz se nachází v jihozápadní části vodní plochy, je vysoká 20 m a 284 m dlouhá, zadržuje asi 3 milióny krychlových metrů vody. Největší její hloubka je 12,5 metru. Z nádrže vytéká Tismenický potok, na kterém se těsně pod hrází nachází 18 m vysoký Jordánský vodopád. Přítokem je Košínský potok, na němž se pod vodní nádrží Košín I. a těsně před Jordánem nachází ještě jedna malá přehrada – Malý Jordán.
Nádrž Jordán je od roku 1992 chráněna jako kulturní památka.

## Most
Nepřehlédnutelnou dominantou se stal nový harfový most přes Jordán, budovaný v letech 1984–1991. Svými 26 závěsnými lany na vysokém pylonu připomíná dvojici harf. Most je dlouhý 212 m a široký 23 m.

## Z historie
- Výměra. Podle Certifikátu c. k. odhadní komise z 27. února 1873 měl Jordán plochu 91 jiter 1400 sáhů, čili 52,87 hektaru. Při stavbě železnice byl zasypán výběžek a plocha se zmenšila na 51,77 hektaru.
- Název. Do poloviny 19. století byl Jordán označován jako rybník a potom – podle vysvětlení Ústavu pro jazyk český ČSAV – jako nádrž.
- Čerpání vody z Jordánu je od roku 1508. Mistr Jan "vody vůdce" a mlynář Matouš Zycha z Náchoda pod hrází (dnes zde rybářské sádky) postavili první vodárnu – sloužila 365 let (jen v r. 1569 bylo instalováno nové stejné dřevěné čerpadlo – po předešlém ohni); voda vytékala do městských kašen (první na rynku) od roku 1567. Po výnosu ministerstva zemědělství z 1. prosince 1932 o zásobování města pitnou vodou ze stávajících vrtů a vylepšení náležitě čištěnou a chlorovanou vodou z Jordánu došlo k rozhodnutí o vybudování čisticí a filtrační stanice "U rytíře" (vybudována roku 1936).
- Vodopád – jordánský přepad (katarakt) byl vybudován asi roku 1693. Odtokové koryto vede pod silnicí, po skále a voda padá do tůně a potom teče dál Tismenickým potokem do řeky Lužnice.
- Ryby. V červnu 1875 byl uloven kapr o váze 24 kg, v roce 1951 rybář J. Pilař ulovil kapra o váze 17 kg, ten byl darován do sbírek Národního muzea Praha. Největší rybou byl kapr o váze 28 kg, nalezený roku 1890 uhynulý u brlení u hráze. Také tu byla chycena největší maréna o váze 8,0 kg v roce 1968.

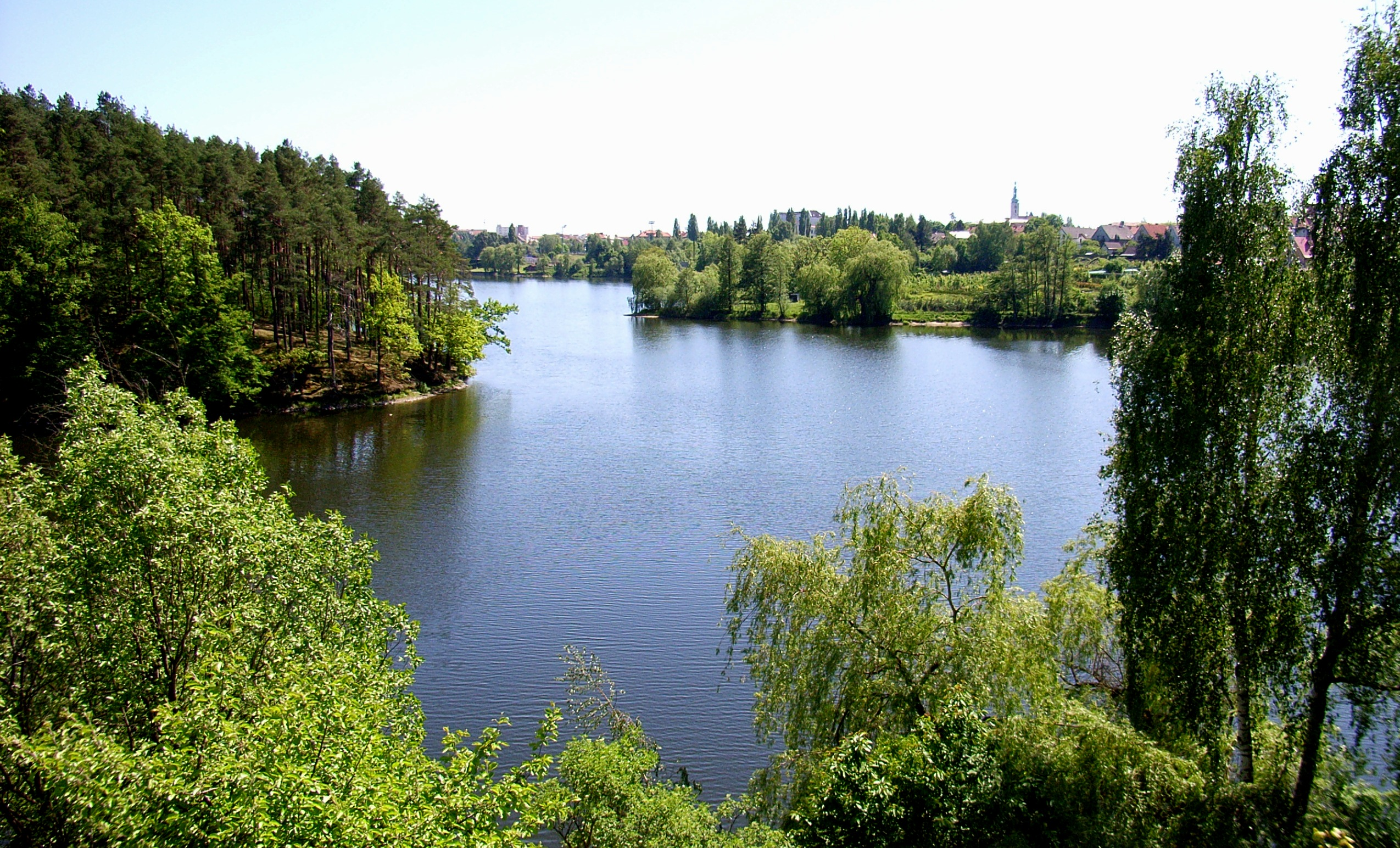
Tábor – pohled na město z mostu přes Jordán

Jordán byl vypuštěn naposledy roku 1830 při nutné opravě hráze; od té doby nebylo možné jej vypustit spodní výpustí, protože není známo, kde se výpust nachází a zda je použitelná. Při rekonstrukci, zahrnující zřízení nové spodní výpusti, o níž se uvažovalo od povodní v roce 2002 a zahájené v listopadu 2011, byla nádrž vypuštěna nejprve pomocí násosky a čerpadel, zbytek vody pak nově raženou štolou. Nová spodní výpust se nachází na pravém břehu u hráze, kde je šachta se stavidlem, výpustní štola vede pod ulicí U Stadionu Míru a ústí pod vodopádem. Výpustní štola průřezu 2,5 × 2,4 m, délky 148 m byla vyražena v květnu 2012, přívodní tlaková štola délky 40 m byla vyražena v říjnu 2012. Při rekonstrukci byly nalezeny dvě historické spodní výpusti a jedna horní, která přiváděla vodu do městské vodárny.

Nádrž nedávno prošla rozsáhlou modernizací i v bezprostředním okolí – oprava plovárny, šaten, vytvoření písčité pláže, zatravnění sluneční plochy, vybudování dětského a volejbalového hřiště.

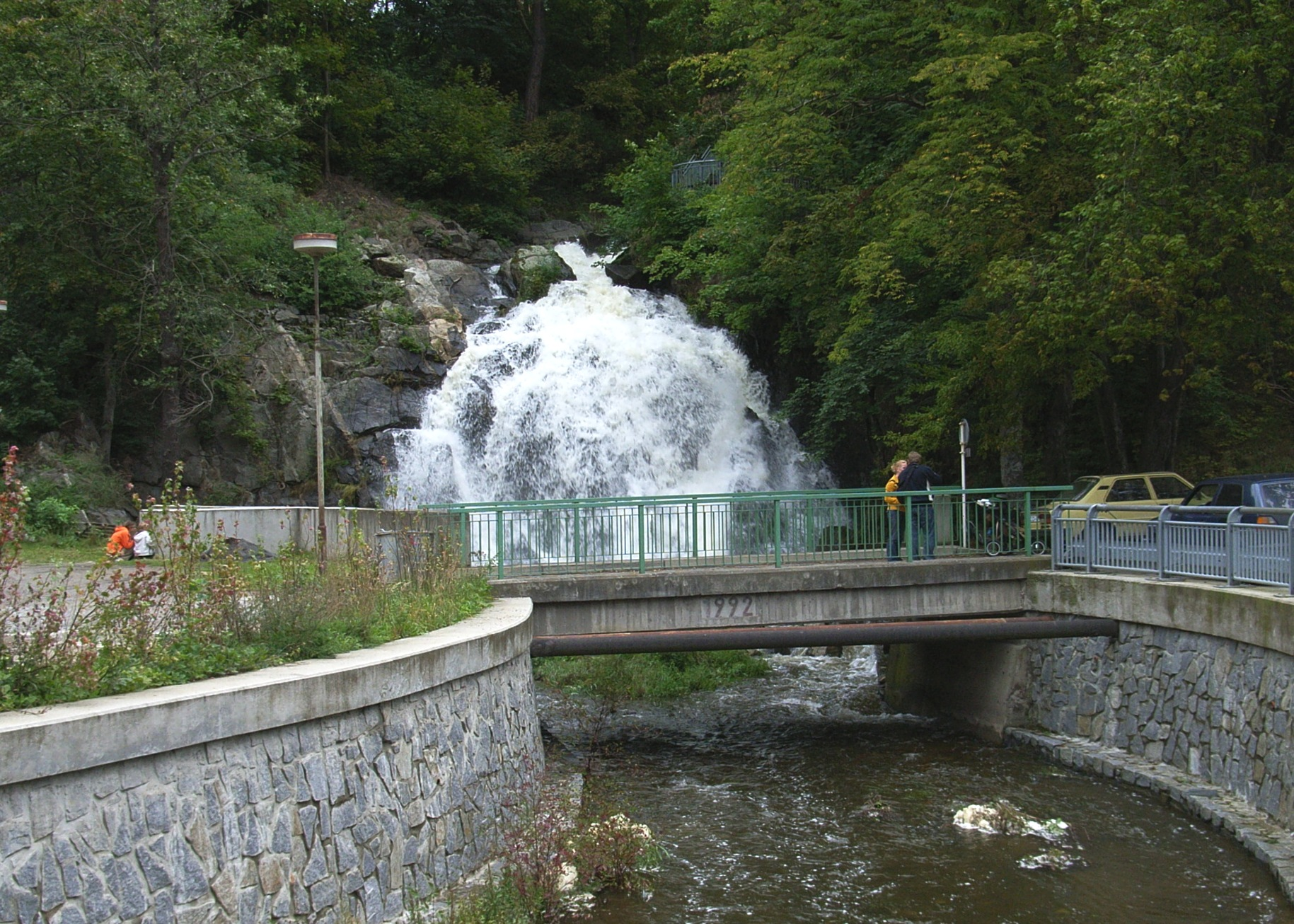
přepad-katarakt z hráze Jordánu do Tismenického údolí (2007)